# Silius
Silius (sardisk: Silìus) er en by og en kommune (comune) i provinsen Sud Sardegna i regionen Sardinien i Italien. Byen ligger i 585 meters højde og har 1.192 indbyggere (2016). Kommunen har et areal på 38,36 km² og grænser til kommunerne Ballao, Goni, San Basilio, San Nicolò Gerrei og Siurgus Donigala.